# Gebrüder Weiss
Gebrüder Weiss (česky Bratři Weissové) je rakouská dopravní a logistická firma založená v roce 1823 ve vorarlberském Fußachu. Podnik má dnes zastoupení na 150 místech po celém světě.

## Historie
V roce1872 bylo firemní sídlo přemístěno do Bregenzu. Do roku 1914 budovali bratři Weissové pobočky v habsburské monarchii, zejména ve Vídni, v Benátkách, v Janově a v Terstu, ale i ve švýcarském Buchsu.
V roce 1921 převzal vedení podniku Ferdinand Weiss, načež byly založeny filiálky i v Hamburku a v hornorakouském Welsu.
Po roce 1950 došlo k rozšiřování firmy v Rakousku. Nové pobočky byly otevřeny v Innsbrucku ve Štýrském Hradci a v Linci. Bylo vybudováno dopravní spojení do Západní Evropy a zřízena divize pro leteckou dopravu. Podnik dnes plně vlastní rodina Senger-Weissova a Jerieova. Firemní centrála sídlí ve vorarlberském Lauterachu.
Po rozšíření Evropské unie na východ v roce 2004 vzrostla také aktivita firmy ve střední a východní Evropě. Největší firemní logistický terminál slouží od roku 2006 veřejnosti v Maria Lanzendorfu nedaleko Schwechatu. Kromě zajišťování pozemní, letecké a námořní přepravy nabízí firma též logistická a IT řešení.